# Dinteranthus wilmotianus
Dinteranthus wilmotianus L.Bolus (укр. Дінтера́нтус вільмотіа́нус, Дінтера́нтус Ві́льмота) — вид багаторічних високосукулентних рослин роду дінтерантус (Dinteranthus) з родини аїзових (Aizoaceae) або мезембріантемових (Mesembryanthemaceae).

## Етимологія
Видова назва носить ім'я містера К. Вільмота (англ. C. Wilmot). Поширена місцева назва — «кулька для гольфу».

## Морфологічні ознаки

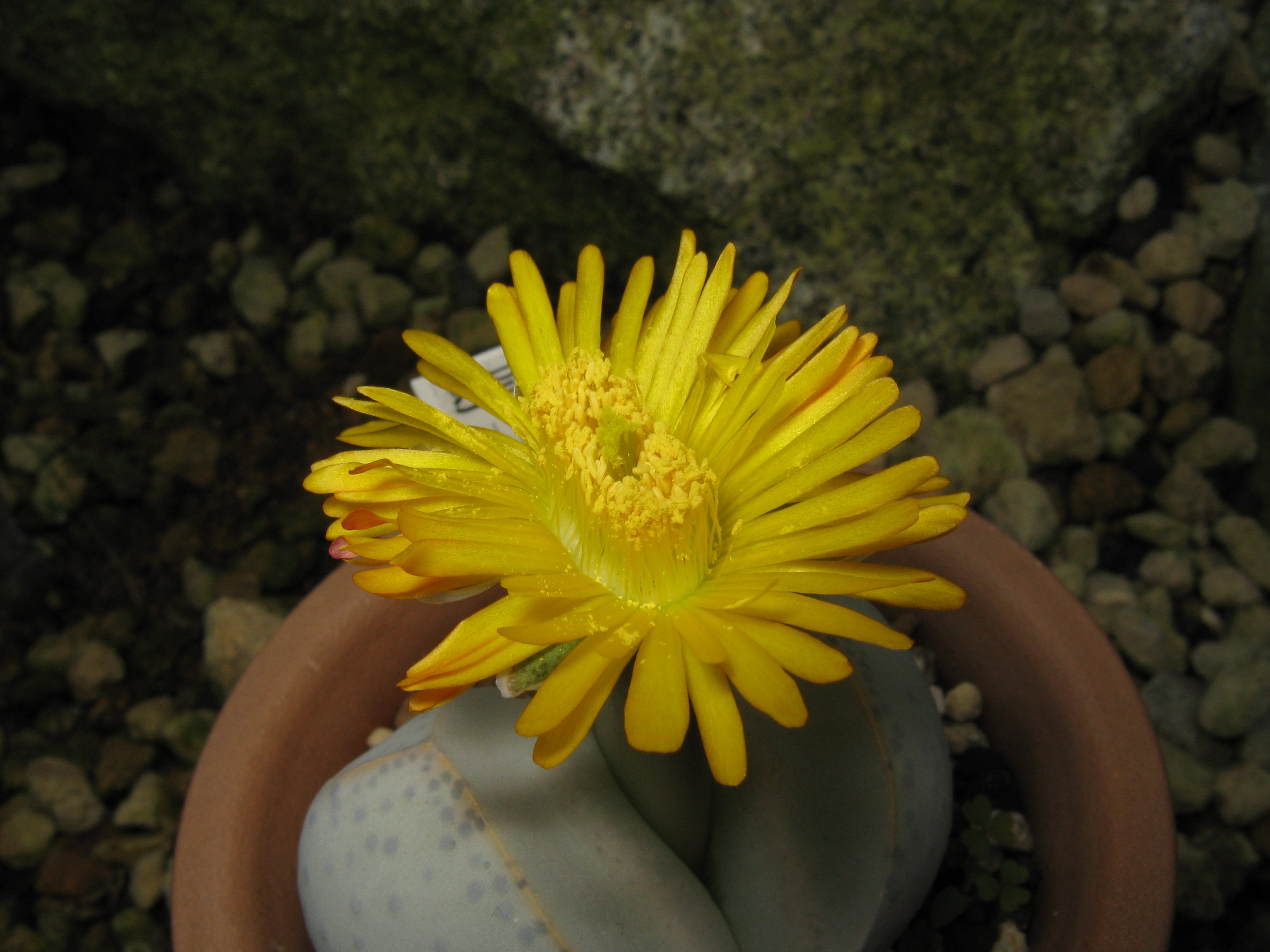
Квітка Dintheranthus wilmotianus

Безстеблевий суперсуккулент, верхня частина якого складається з двох частково зрощених округлих листків 5 — 6 см завдовжки, сіро-зеленого або голубувато-зеленого кольору, покритих темнішими крапками. Внутрішня частина листа плоска, зовнішня — кильувата. Кольором і формою рослина нагадує розколоте яйце або гальковий окатиш, серед яких на батьківщині і виростає. Квітки поодинокі, жовті до 3 см в діаметрі, на товстих квітконосах, з'являються восени. Плоди — 6-10 гніздова коробочка з широко крилатими клапанами. Своїм зовнішнім виглядом цей вид схожий з Dinteranthus inexpectatus.

## Поширення та екологія
Ареал — Північна Капська провінція, Південно-Африканської Республіки, від Пофаддера до Какамаса на річці Оранжевій. Росте на кварцитових схилах в районах, де є звичайними літні дощі.

## Догляд та утримання
Докладніше див. Dinteranthus → Догляд та утримання.

## Систематика
Крім основного підвиду Dinteranthus wilmotianus subsp. wilmotianus описаний ще один підвид Dinteranthus wilmotianus subsp. impuctatus, який відрізняється від типового плямистим листям.